# جو سوینسون
جوآن کیت سوینسون (انگلیسی: Jo Swinson (CBE)؛ زادهٔ ۵ فوریهٔ ۱۹۸۰) سیاست‌مدار اسکاتلندی اهل بریتانیا است. او از ۲۲ ژوئیه ۲۰۱۹ تا ۲۰ دسامبر همان سال به عنوان رهبر حزب لیبرال دموکرات خدمت کرده است. جو سوینسون نخستین زن و جوان‌ترین فردی است که این سمت را به دست آورده است. وی از سال ۲۰۱۷ عضو پارلمان (نماینده مجلس) از دونبارتونشر شرقی بوده و پیش از آن بین سال‌های ۲۰۰۵ تا ۲۰۱۵ این کرسی را به عهده داشته است.
سوینسون پیش از انتخاب شدن به سمت نمایندهٔ مجلس عوام بریتانیا، در مدرسه اقتصاد لندن تحصیل کرد و مدت کوتاهی در بخش روابط عمومی مشغول به کار شد. پس از ورود به مجلس وی به عنوان سخنگوی حزب لیبرال دموکرات، و در آن زمان جوان‌ترین نمایندهٔ مجلس بود.
در این پست او به‌عنوان رابط حزب در دفتر اسکاتلند، وزارت‌های: امور زنان و برابری، جوامع و دولت‌های محلی و امور خارجه و نیز امور مشترک‌المنافع خدمت کرد.
در سال ۲۰۱۰، پس از ورود لیبرال دموکرات‌ها به دولت ائتلافی با حزب محافظه‌کار، سوینسون به عنوان دبیر خصوصی پارلمانی معاون نخست‌وزیر نیک کلگ خدمت کرد و بعداً به عنوان معاون پارلمانی وزیر امور خارجه در امور اشتغال و امور پستی منصوب شد. وی در انتخابات سال ۲۰۱۵ کرسی خود را از دست داد، اما این کرسی را در انتخابات زودرسی که دو سال بعد برگزار شد دوباره به‌دست‌آورد. اندکی پس از بازگشت به پارلمان، وی بدون رقیب به‌عنوان معاون رهبر حزب لیبرال دموکرات انتخاب شد. در ژوئیه سال ۲۰۱۹ و پس از بازنشسته‌شدن وینس کیبل، سوینسون در انتخابات رهبری اد دیوید را شکست داد و رهبر دموکرات‌های لیبرال شد.

## نوجوانی و تحصیل
سوینسون در ۵ فوریه ۱۹۸۰ در گلاسکو،دختر پیتر و آنت سوینسون به دنیا آمد. او در «آکادمی داگلاس»، یک مدرسهٔ دولتی مختلط در شهرک میلگای در شهرستان دونبارتونشر شرقی در غرب اسکاتلند تحصیل کرد، و پس از آن در دانشکده اقتصاد لندن؛ جایی که تحصیلات خود را در رشتهٔ مدیریت دنبال کرد، و در سال ۲۰۰۰ موفق به اخذ لیسانس علوم (درجه اول) شد. وی در سن ۱۷ سالگی به عنوان عضو فعال حزب لیبرال دموکرات‌ها به آن حزب پیوست.

## منصب‌ها و تلاش‌های نخستین
پس از فارغ‌التحصیلی از مدرسه اقتصاد لندن، سوینسون به یورکشایر نقل مکان کرد و پیش از اینکه به عنوان مدیر بازاریابی و روابط عمومی برای رادیو تجاری مستقر در هال، «وایکینگ FM»، از دسامبر ۲۰۰۰، مشغول کار شود، به عنوان مدیر بازاریابی و روابط عمومی در تورن، و نیز شرکت رسانه‌ای (Space and People) کار کرد.
در ۲۱ سالگی، سوینسون در انتخابات عمومی ۲۰۰۱ به‌طور ناموفق در حوزهٔ انتخابیه کینگستون پس از هال شرقی شرکت کرد، او از جان پرسکات، در آن زمان معاون نخست‌وزیر انگلیس، ۶ درصد اختلاف رای داشت. در سال ۲۰۰۳، او ناموفق کرسی‌های استرتکلوین و بارسدن را در انتخابات پارلمان اسکاتلند به چالش کشید و با ۱۴ درصد آراء در ردهٔ سوم قرار گرفت.